# Електронна поща
Електронна поща, също е-поща (на английски: electronic mail) или съкратено като имейл (на английски: email или на английски: e-mail), е онлайн метод за комуникация чрез писма във вид на кодирани текстови или цифрови съобщения през Интернет и други компютърни мрежи. Те могат да приличат на незабавни съобщения или самата поща да има опции за изпращане на онлайн съобщения.
За осъществяването на обмена на имейли са необходими потребителски софтуер за имейл (или уебсайт, който поддържа такъв), имейл сървър, който изпраща и получава съобщенията, както и имейл проток[поясни], който да осъществява това през мрежата (както и самата преносна мрежа).
Първоначално имейлите се ползват само за текстова комуникация, по-късно започват да предават мултимедийно съдържание посредством прикачване на файлове от различно естество – процес, който е стандартизиран от RFC 2045 през 1996 г. до RFC 2049. Заедно, тези RFC започват да се наричат Многоцелеви добавки към Интернет поща, (на английски: Multipurpose Internet Mail Extensions) или съкратено MIME.
Историята на съвременните, глобални Интернет услуги за електронна поща започва още в началото на ARPANET. Стандарти за кодиране на съобщения в електронна поща са предложени още през 1973 г. (RFC 561). Преминаването от ARPANET към Интернет в началото на 1980 г., създава основата на сегашните услуги. Едно писмо, изпратено в началото на 1970 г. изглежда доста подобно на едно такова, изпратено по Интернет днес.
Мрежово-базираната електронна поща първоначално се обменя по ARPANET посредством разширения към Протокола за пренос на файлове (File Transfer Protocol, FTP), а сега това става чрез Simple Mail Transfer Protocol (SMTP), публикувано за първи път като Интернет стандарт 10 (RFC 821) през 1982 година. В процеса на транспортиране на електронни съобщения между системи, SMTP обменя параметрите за доставяне посредством пакет към съобщението, който е отделен от самото съобщение (заглавна част и тяло).
В началото на 2011 г. броят на регистрираните имейл акаунти е 3,146 млрд.

## История
Електронната поща е предшественик на Интернет и дори играе важна роля при неговото възникване. В началото на 1960-те години се появяват първите системи, позволяващи едновременен достъп на множество потребители до един и същ мейнфрейм компютър чрез отдалечени терминали. Електронната поща възниква през 1965 година като средство, използващо тези възможности за обмен на информация между потребителите. Година по-късно вече е възможно съобщенията да се пренасят на различни компютри чрез създадена между тях мрежа.
Възникналият през 1969 година предшественик на съвременния Интернет, ARPANET, изиграва огромна роля за развитието на електронната поща. През 1971 година е създадено първото приложение за електронна поща, предназначено за работа чрез ARPANET, и е утвърдено използването на знака @, за да се отдели името на потребителя от името на компютъра в адреса на електронната поща. През 1972 година протоколът FTP е адаптиран, така че да улесни предаването на имейл съобщения. Появяват се първите приложения, включващи основните функции, използвани и днес – команди за отговор и препредаване на съобщенията. Те значително допринасят за нарастването на популярността на електронната поща и скоро тя се превръща в една от основните услуги в ARPANET.
През 1977 година е публикуван RFC 733, първият стандарт, поставящ си за цел унифицирането на услугите за електронна поща в ARPANET. През следващите години надеждното предаване на електронна поща става един от водещите мотиви за разработването на протоколите TCP/IP, основата на съвременния Интернет. През 1982 година RFC 733 е заменен от новия стандарт за електронна поща RFC 822, в който за пръв път е описан и синтаксисът на имената на домейни. По същото време е издаден и RFC 821, дефинирайки протокола SMTP, насочен специално към електронната поща заместител на FTP, който и днес е основният стандарт за пренос на електронна поща. В края на 1980-те години се появяват първите комерсиални услуги, предоставящи достъп до електронна поща, които стават масови след 1993 година.

## Начин на работа
Схемата вдясно показва обичайната поредица от събития, когато потребител (Alice) изпраща съобщение по електронната поща със своя клиент за електронна поща (MUA). Тя попълва имейл адреса на получателя и натиска бутона за изпращане.
1. Клиентът преобразува съобщението във формата на електронната поща и използва протокола SMTP, за да го изпрати на локалния пощенски сървър (MTA), в този пример – smtp.a.org, поддържан от интернет доставчикът (ISP) на изпращача.
2. Сървърът намира адреса на получателя, дефиниран от протокола SMTP, в този пример – bob@b.org. Интернет имейл адресите са низове от вида localpart@exampledomain. Частта преди знака @ е локалната част на адреса, много често потребителското име на получателя, а частта след знака @ е името на неговия домейн. Пощенският сървър на изпращача отделя името на домейна, за да определи абсолютното име на домейна на пощенския сървър на получателя в рамките на системата от имена на домейни (DNS).
3. DNS сървърът за домейна b.org, ns.b.org, отговаря с MX запис, съдържащ пощенските сървъри в домейна, в примера – mx.b.org, сървър, поддържан от интернет доставчика на получателя (Bob).
4. smtp.a.org изпраща съобщението на mx.b.org, използвайки протокола SMTP, а той от своя страна го поставя в пощенската кутия на получателя.
5. Когато получателят провери входящата си поща със своя клиент за електронна поща, той прочита съобщението от пощенския сървър, използвайки протокола POP3.

Описаната поредица от събития е валидна за повечето потребители на електронна поща. В същото време съществуват много други възможности и усложнения при предаването на съобщенията:
- Изпращачът и получателят могат да използват клиенти, свързани с корпоративна система за електронна поща, като Lotus Notes или Microsoft Exchange Server. Тези системи често имат свой вътрешен формат на съобщенията и клиентите им контактуват със сървъра със специфичен за приложението затворен протокол. Сървърът от своя страна изпраща и получава съобщения през Интернет чрез специален шлюз, който ги трансформира в стандартните за Интернет формати.
- Възможно е изпращачът или получателят да нямат клиент за електронна поща на своя компютър, а да използват уеб поща.
- Компютърът на изпращача може да използва собствен пощенски сървър, при което се избягва трансферът от точка 1.
- Получателят може да прочете съобщението по различни начини, например с помощта на протокола IMAP, направо в пощенския сървър mx.b.org или чрез уеб поща.
- Домейните често имат по няколко пощенски сървъра, за да могат да продължат да получават съобщения, дори когато основният сървър не функционира.

В миналото много пощенски сървъри приемат съобщения за всеки получател в Интернет, опитвайки се да ги доставят до него. Те играят важна роля в първите години на Интернет, когато мрежовите връзки са относително ненадеждни. Когато даден пощенски сървър не успее да се свърже със сървъра на получателя, той може да се опита да достави съобщението на такъв отворен сървър, по-близък до крайния получател, който от своя страна има по-добри шансове да се свърже с него в по-късен момент. Този механизъм на предаване се оказва силно уязвим за разпространение на спам, поради което днес приложението му е ограничено.

## В България
Електронната поща е дефинирана услуга в българския Закон за електронната търговия „електронна поща е електронно средство за съхраняване и пренос на електронни съобщения през интернет мрежа чрез стандартизирани протоколи“.